# فهرست وام‌واژه‌های انگلیسی در فارسی

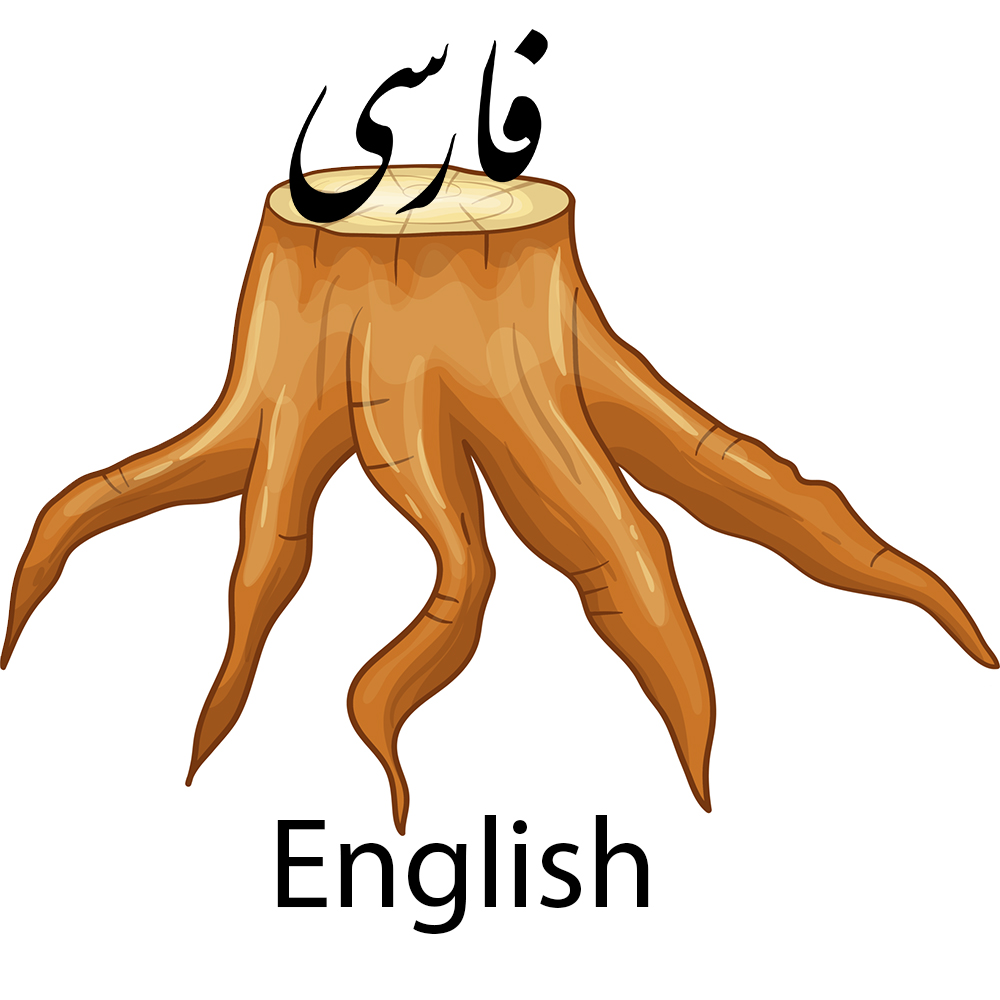
واژه‌های فارسی با ریشه انگلیسی

فهرست وام‌واژه‌های انگلیسی در فارسی شامل واژه‌هایی است که از زبان انگلیسی وارد زبان فارسی شده‌اند. تعداد این وام‌واژه‌ها درحال افزایش است و درحال حاضر، این فهرست بیش از ۱۰۰۰ واژه را در بر می‌گیرد. برخی از واژه‌های انگلیسی در فارسی به راستی فرانسوی هستند که در زمان دودمان قاجار به زبان فارسی وارد شده‌اند؛ بنابراین، تلفظ فرانسوی آن‌ها در زبان فارسی رایج شده است.

## گستردگی وام‌واژه‌ها
در سده بیستم و یکم میلادی وام‌واژه‌های انگلیسی در بسیاری از علم‌ها و دانش‌های گوناگون رشد چشمگیری داشته است. امپراتوری بریتانیا و ابرقدرت شدن ايالات متحده، رشد علم در جهان غرب سه عامل اساسی در گستردگی وام‌واژه‌های انگلیسی هستند. یکی از علت‌های این امر قرارگیری برترین دانشگاه‌های جهان در کشورهای فضای انگلیسی است. حتی زبان انگلیسی به نوعی زبان شکیل و پویا تلقی می‌شود که بسیاری از شرکت‌های بزرگ و کوچک از انگلیسی برای رسمیت بخشیدن و اطمینان حاصل کردن مشتری برای نام برند خود استفاده می‌کنند.

### در ایران
در کشور ایران نیز بطور تقریبی تمام اجناس و محصولات قانونی دارای محتویات و توضیحاتی به زبان انگلیسی هستند. بسیاری از مغازه‌های کوچک در شهرهای ایران نیز از وام‌واژه‌های انگلیسی بر روی بنر و ویترین خود استفاده می‌کنند. بیشتر دستگاه‌های خودپرداز در سراسر ایران برپایه ویندوز اکس‌پی به زبان پیش‌فرض انگلیسی است و همچنین دارای دو حالت انگلیسی و فارسی برای کاربر نهایی هستند. همچنین بر روی تمام اسکناس‌های ریال ایران معادل‌های فارسی به انگلیسی نوشته شده است.

## فهرست واژه‌ها

### آ
- آبجکت = شئ
- آبجکت فایل = پرونده شئ
- آپارتاید = جدانژادی، جدایی نژادی
- آپشن = گزینه، انتخاب، اختیار
- آپلود = بارگذاری
- آپدیت = به‌روز، به‌روزرسانی، به‌روز کردن
- آپگرید = به‌روزرسانی کلی، تغییر اساسی
- آتئیسم = خداناباوری
- آداپتور = منطبق‌گر، سازگارکننده
- آدامس = دژ، سَقِّز
- آدرس = نشانی
- آرشیو = بایگانی
- آرکید
- آرمیچر = سیم آسه
- آرنا = سالن سرپوشیده
- آسفالت = قیرتخت
- آسکشوالیتی = بی‌جنس‌گرایی
- آف‌رود = بیراهه‌نوردی
- آفلاین = بٌرون خط
- آفیس = اداره
- آکواریوم = آبزی‌دان
- آگنوستیک = ندانم‌گرایی
- آلت کد = کد دگرساز
- آناتومی = کالبدشناسی
- آنال سکس = سکس مقعدی
- آنالوگ
- آنتروپوسن
- آنباکسینگ = جعبه‌گشایی
- آنبرد = بر روی برد، بدون کارت گرافیک
- آنتاگونیست = هماورد، حریف
- آنتی‌بادی = پادتن، پادزهر
- آنتی‌ویروس = ضد ویروس
- آنگلوسفر = فضای انگلیسی
- آنلاین = برخط
- آنلاین شاپ = خرید برخط
- آنومی
- آمبودزمان = دادآوَر
- آواتار = آیکان کاربر
- آیتم = گزینه، برنامک (در برنامه‌های نمایشی سیما)
- آیدل = بت، شخصیت برجسته
- آیس کافی = قهوه یخی
- آیفون = صدابر
- آیکون = نمانک

### ا
- اپ = کاره
- اپلای = پذیرش تحصیلی
- اپلیکیشن = نرم‌افزار کاربردی
- اپیدرم = روپوست
- اپیلاسیون = موزدایی
- اتوتیون = تنظیم خودکار
- اتوران = راه‌انداز خودکار
- اتوماتیک = خودکار
- اتومبیل = خودرو
- اتو وافل = وافل‌ساز خودکار
- اج کامپیوتینگ = رایانش لبه‌ای
- ادمین = گرداننده، راهبر، مدیر
- ادیت = ویرایش
- ادیتور = ویرایشگر
- ادیتوریوم = سالن نمایش
- ارتوپد = جراح استخوان
- ارگان = سازمان
- اگانایزر = سامان دهنده، نظم دهنده
- ارگانیسم = جاندار، موجود زنده
- ارگونومی = راحتی اندام
- اروپرس = پرس با هوا
- اِرور = خطا
- اروتیک = شهوانی
- اسپانسر = حامی، پشتیبان
- اسپری = افشانه
- اسپنک = درکونی
- اسپورت = ورزش، ورزشی
- اسپویل = افشاسازی
- اسپویلر = باله خودرو
- اسپم = هرزنامه
- اسپیکر = بلندگو
- اسپین‌آف = مشتق‌شده
- اسپینستر = پیردختر
- اسپلش اسکرین = صفحه اسپلش
- استادیوم = ورزشگاه
- اسموتی = نرم‌نوش
- استاپ‌موشن = حرکت ایستایی
- استارت = آغاز، شروع
- استارت‌آپ = نوآفرین
- استاکینگ = آزار تعقیب
- استایل = سَبک
- استپر موتور = موتور پله‌ای
- استدی‌کم = دوربین سرپایی
- استریم = پخش زنده
- استرچ فور
- انانیموس = ناشناس
- استرس = فشار روانی، تنیدگی
- استرچر = برانکارد
- استریو = تک کاناله
- استریپر = سیم‌چین - رقاص کلوپ برهنگی
- استریپ‌تیز
- استریپ فوتوگرافی = عکاسی نواری
- استریپ کلاب = کلوپ برهنگی
- استند = ایست کننده، نگهدارنده
- استندآپ کمدی = طنزپردازی
- استمپرینگ = آس‌پخت
- استوپ = ایست
- استوری = داستان
- استوری‌برد = فیلم‌نامه مصور
- استوک = کالای انبار شده
- استیبل = پایدار، ثابت، دارای ثبات
- استیج = صحنه، سکو
- استیشن واگن
- استیک = راسته گاو
- استیکر
- استیل = فولاد
- اسنوت
- اسکورت = محافظت خودرویی
- اسکورت سرویس = خدمات جنسی
- اسید
- اسیلوسکوپ = نوسان‌نگار
- افساید = بیرون زمین
- افلاین = برون‌خط
- استیم‌پانک = بخارپانک
- اسکپتیسم = شک‌گرایی
- اسکرابر = کف‌شو
- اسکریپت
- اسکرین‌شات = نماگرفت
- اسکرین‌کست = فیلم‌برداری از نما
- اسکرین سیور = محافظ صفحه نمایش
- اسکن = پویش
- اسکنر = پویشگر
- اسکوآد = جوخه
- اسکوات = اسکات، چمپاته
- اسکوتر
- اسکواش = دیوارتوپ
- اسکوپ = قاشق پیمانه
- اسکیت‌برد = چرخ پاسره
- اسکیت‌بردینگ
- اسمبل = سَرِهم کردن، مونتاژ
- اسنیکرنت
- اسنوبرد
- اسلاید = نمابرگ
- اسلاید شو = نمایش نمابرگ
- اسلایم
- اسلشر = سلاخی
- اسلنگ = زبان کوچه بازاری
- اسلمبال
- اسلوموشن = حرکت آهسته
- اسنک = پُفَک
- اسنوکر
- اکازیون = خاص، دارای شرایط ویژه
- اکانت = حساب کاربری
- اکتیو = پویا، پرتلاش، فعال
- آکروبات
- اکس = دوست پسر/دختر سابق
- اکسترودر
- اکسپلور = کاوش
- اکسپلورر = کاوشگر
- اکسپلویت = کد مخرب
- ایستر اگ = تخم مرغ عید پاک - اشیاء پنهان (اشیاء قابل جستجو در بازی‌های ویدئویی و فیلم‌ها)
- اکستنشن
- اکسسوری = لوازم مد
- اِجکت = صندلی‌پران (هوانوردی) - جداکردن رسانه‌های جداشدنی (رایانه)
- اکسل
- اکشن = پرحادثه- هیجانی
- اکشن فیگور = آدمک مفصلی
- اکولوژی = بوم‌شناسی
- اگزجره = بزرگ‌نمایی، غلو، مبالغه
- الگولاگنیا = دردطلبی
- الیگوپلی = انحصار چندتایی
- الوئه ورا = شَب‌یار[۵]، صَبر یا صبر زرد یا شاخ‌بزی
- امولاتور = برابرساز
- اندمیک = بومی، بومزاد
- اندولیفت
- انفورماتیک
- انما = اماله
- انیمیشن = پویانمایی
- اواپراتور = تبخیرکننده
- اواکادو = گلابی تمساح یا خوجدیس
- اوپن باکس = باز شده، دست دوم
- اوپن مایند = گشوده‌ذهن، غیرمتعصب
- اوت = خارج
- اورجینال = اصل
- اورکلاک
- اورهال = بازآمدسازی، بازسازی
- اوکی = باشه، خب، حله، ردیفه
- اولترا = فرا، فراتر، بالاتر
- اولتراسوند = فراصوت
- آی کیو = ضریب هوشی
- ایرباس
- اسکرول بار = نوار پیمایش
- اسلاید
- اسلاید شو = نمایش صفحه‌ها
- اسلایم
- ایربگ = کیسه هوا
- ایرپاد = گوشک درون گوشی سپیدرنگ
- ایرپلی = پخش‌همگانی
- ایرفرایر = هواپَز
- ایرسافت
- ایروبیک = هوازی
- ایزوله = جدا شده
- ایس‌پک = یخ بسته‌ای
- المنت = عنصر - المنت حرارتی
- ایکس ری = اشعه ایکس
- آیکن = نقشک
- ایمپلنت = درون‌کاشت
- ایمیل = رایانامه
- ایموبلایزر
- ایموجی = شکلک
- اینترپرتر = مفسر، تفسیرکننده
- اینترفیس = رابط کاربری
- اینترسکس = بیناجنس
- اینترنت = شبکه به‌هم پیوسته
- اینترنشنال = بین‌الملل
- ایندکس = نمایه
- ایندی گیم = بازی مستقل
- اینسایت = بینش
- اینسل
- اینفرارد = فروسرخ، مادوم‌قرمز
- اینفلوئنسر = تأثیرگذار

### ب
- باتل‌نک = تنگنا
- بادی استاکینگ = بادی توری
- بادیگارد = محافظ شخصی
- بادی لنگویج = زبان بدن
- بادی‌بیلدینگ = بدن سازی
- بادی فنس = محافظ بدنه خودرو
- بار = میخانه
- باربیکن = برج‌وبارو
- باربیکیو = منقل؛ کباب‌پز
- بارکد =رمزینه
- باریستا = کارمند نوشیدنی‌گرم
- بافِت = بوفه
- بافر = میانگیر
- باکس آفیس = گیشه
- باگ = آفت، مشکل، خطا. معنای اصلی واژه در انگلیسی: حشره
- بانک = سپارگاه (ذخیره‌گاه پول) - کرانه (جغرافیا)
- بانگ = چلیم
- بای = بدرود
- بایت
- بایسکشوالیتی = دوجنس‌گرایی
- بایکوت
- بایکیوریوس = کنجکاو دوگانه
- باینری = دوتایی، دودویی
- بایوپانک
- بایوس = سامانهٔ ورودی/خروجی پایه
- بای بای = خداحافظی
- بد سکتور = قطاع بد یا قطاع خراب
- براونی
- برَکِت = قلاب، یکی از نشانه‌های سجاوندی
- برگزیت = خروج بریتانیا از اتحادیه اروپا
- بردکرامب = مسیر صفحه، نشانی رده‌ها
- برند = نشان تجاری
- بروکلی = گل کلم سبز
- برومبال
- برومنس = عشق برادرانه
- بسکتبال = توپ و سبد
- بئاتیفه
- بک‌آپ = پشتیبانی
- بک‌پکر = مسافر با کوله‌پشتی
- بک فایر = آتش پشت، آتش اگزوز
- بک لایت = نور پشتی
- بگی = شلوار لش و گشاد
- بلاتر = کاغذ نمونه رایحه - کاغذ ال‌اس‌دی
- بلاک = مسدود
- بلاکباستر
- بلک فرایدی = جمعه سیاه
- بلک‌جک
- بلاگ = وقایع روزانه
- بلاگر = نویسنده بلاگ، تارنویس
- بلبرینگ
- بلک شیپ = گوسفند سیاه، گاو پیشانی‌سفید
- بلوتوث = دندان‌آبی
- بلوز
- بلوند = بور، مو طلایی
- بَن = ممنوع کردن
- بَنِر = برنما، برنوشته، پارچه‌نوشته
- بولد = پررنگ، برجسته کردن
- بولدوزر
- بوت = چکمه
- بوت استرپینگ = راه‌اندازی خودکار
- بوتلگ = ضبط بدون مجوز
- بوت‌لودر = راه‌اندازی
- بوستر = تقویت‌کننده
- بوشیسم = بوش‌گرایی
- بوک‌مارک = چوق الف، چوب الف
- بوکینگ = رزرو کردن
- بولپاپ
- بولینگ
- بومرنگ
- بونوس = پاداش، هدیه
- بیبی‌بومر
- بیبی چک = بررسی کودک
- بیت باکس = ضرب دهانی
- بیت ام آپ = بزن‌بزن
- بیزون = گاومیش کوهان‌دار
- بیزینس = کسب و کار
- بیس = پایه، مبنا
- بیس‌لاین = خط مبنا
- بیسبال
- بیس استیشن = ایستگاه پایه
- بیسیک = پایه‌ای، اصولی
- بیس بند = باند پایه
- بیف = کل کل، رجزخوانی
- بیف‌کیک = هانک، مرد خوشتیپ و عضلانی
- بیکن = گوشت خوک
- بیگ اپل = نیویورک
- بیگ بنگ = مَه‌بانگ
- بیلدآپ = بازسازی (دندان)
- بیمبو = زن زیبا، خنگ
- بیوگرافی = زندگی‌نامه
- بیولوژی = زیست‌شناسی

### پ
- پاب = میخانه
- پابلیک = عمومی
- پاپ = مردمی
- پاپ آرت = هنر مردمی
- پاپ سوکت
- پاپ کالچر = فرهنگ عامه
- پاپتون = کارتون عروسکی
- پادکست = پادپخش
- پارافین = مومک
- پاراسیلینگ
- پاراشوت = چتر نجات
- پاراگلایدر
- پاراگراف = بند
- پارامتر = مولفه
- پارتنر = شریک (شریک زندگی/کاری)
- پارتی = جشن، حزب
- پارک = بوستان
- پت شاپ = فروشگاه حیوانات خانگی
- پتیشن = دادخواست، عریضه
- پارکت = کف پوش چوبی
- پارکینگ = توقفگاه
- پاریدولیا = معنی‌پنداری
- پاسپورت = گذرنامه
- پاکت = جیب، بسته
- پالوداریوم = اکوسیستم طبیعی
- پانورما = سراسرنما
- پاوربانک = شارژر باتری
- پانکراس = لوزالمعده، خوش‌گوشت
- پاور پاراشوت
- پاویون = سازهٔ ساده و مستقل
- پتنت = ثبت اختراع
- پچ = وصله
- پچ پنل
- پَد = بالشتک، صفحه (ی زیرین)
- پدیکور
- پراجکت = پروژه
- پراجکتایل = نارنجک‌انداز
- پرافیت = سود، بهره، پروفیت
- پراگرس بار = نوار پیشرفت
- پرانتز = کمانک
- پراید = غرور
- پرایمر = کرم اولیه
- پرفکت تایمینگ = زمان‌بندی عالی[۵]
- پرفورمنس = اجرای هنری - کارایی
- پرِس = فشار
- پرسپکتیو = ژرفانمایی
- پرسنل = کارمندان، نیروی انسانی
- پرنک = شوخی عملی، شوخی خرکی
- پرو = حرفه‌ای
- پروب = سیم تست مالتی متر
- پرو پلیر = بازیکن حرفه‌ای
- پروپاگاندا = جو سازی
- پروپوزال = پیشنهاده پژوهشی
- پروتون
- پروتکل = شیوه‌نامه، قرارداد، مقررات
- پروتیبل = قابل‌حمل
- پروداکشن = تولید
- پرودیوسر = تهیه‌کننده
- پروفایل = نیم‌رخ، تصویر کاربر - پروفیل
- پروفشنال = حرفه‌ای، پرو
- پروژکتور = نورافکن
- پروسه = فرایند، روند
- پرینت = چاپ
- پرینتر = چاپگر
- پریود = دوره - چرخه قاعدگی
- پست = چاپار، فرسته
- پسورد = گذرواژه، رمز عبور
- پگینگ = میخ‌زنی
- پلاتر = رسام
- پلاتو = زمین مسطح
- پُل دنس = رقص میله
- پلانکتون = دروایان
- پلانک = حرکت ورزشی پلانک
- پلت فرم = سکو
- پِلَن = برنامه، طرح
- پلنگتون
- پلی = پخش، بازی کردن
- پلی‌آف = (مسابقات)‌حذفی
- پلی بک = باز نواختن، پخش دوباره (مجدد)
- پلی‌بوی بانی = خرگوش پلی‌بوی، پیشخدمت پلی‌بوی
- پلی استیشن = ایستگاهِ بازی
- پلی لیست = فهرست پخش
- پلاس = مثبت، افزوده
- پلاستیک
- پلاسما
- پلیر = پخش‌کننده
- پلیس = نیروی انتظامی
- پمپ = مکنده، تلمبه
- پنتری = گنجه، اشکاف، آبدارخانه، ظرف‌خانه
- پنت‌هاوس
- پنتاگون = پنج‌ضلعی
- پنکیک = کیک تابه‌ای
- پنسکشوال = همه‌جنس‌گرایی
- پورت = درگاه
- پورن استار = ستاره هرزه‌نگاری
- پورنوگرافی = هرزه‌نگاری
- پوزیشن = جایگاه
- پوسی = بچه‌گربه، مهبل
- پوستر = آگهی
- پول پارتی = جشن استخری
- پولوکراس
- پولیش = براق کردن
- پوینت = نقطه
- پیتزا = بارنان
- پیرسینگ = سوراخ‌کاری بدن یا آژین‌کاری
- پیج = صفحه، برگه
- پیجینگ = صفحه بندی
- پیست = زمین مسابقه
- پیک = اوج، فراز، چکاد
- پیکچر = تصویر
- پیکچر پسورد = رمزعبور تصویری
- پیکچر دیکشنری = فرهنگ‌لغت تصویری
- پیکسل = تصدانه
- پراکسی = پیشکار
- پیکسی = موی کوتاه زنانه
- پیکسیلیش
- پین = رمز عددی
- پین‌بال
- پینتبال = رنگاجنگ
- پینگ =
- پی پی = مدفوع
- پاپ سوکت

### ت
- تاپ = تاپ (لباس) - برترین، بهترین - فرفره
- تاچ‌اسکرین = صفحه لمسی
- تاچ‌پد = صفحه لمسی
- تریاتلون = ورزش سه‌گانه
- تاچریسم = تاچرگرایی
- تاکتیک = راهکنش
- تاکسی =مسافرکش
- تاکسی سرویس = خدمات مسافرکش
- تاکسیدو = اسموکینگ - مبل تاکسیدو - گربه تاکسیدو
- تاماهاوک
- تانک = زره‌پوش - مخزن
- تایپ = گونه، نمونه، نوشتن، حروف‌نویسی
- تایپو = اشتباه تایپی
- تایپوگرافی
- تایر = لاستیک خودرو
- تایم = زمان، گاه
- تایم اوت = پایان زمان
- تایم باکسینگ = جعبه زمانی، جدول زمانی
- تایم لاین = گاه‌شمار، خط زمانی
- تایم لپس = تصویربرداری زمان‌گریز
- تبلت = رایانک
- تپ دنس = رقص کوبه‌ای
- تراریوم = خاکزی‌دان، باغ شیشه‌ای
- تراکتور = گردونه خودرو
- ترانزیت = حمل‌ونقل
- ترانزیستور
- ترامپلینگ = لگدمال کردن
- ترامپولین = جستانه
- ترد پارتی = نرم‌افزار غیرپیشفرض، نرم‌افزار جانبی
- ترمینال = پایانه، پایانی
- ترنسجندر = ترنس، تراجنسیتی
- ترنسکشوال = تراجنسی
- ترند = معروف، باب
- تری‌سام = سه‌نفره
- تریل = غَلت
- ترِیلر = پیش‌پرده
- تریلر = دلهره‌آور
- ترور = وحشت، دهشت
- توورک = رقص باسن
- توتن‌پس = گذرنامه مردگان
- تروریست = دهشت افکن
- تروفی = جام قهرمانی
- ترول = اوباش اینترنتی
- ترومپت
- ترید = تجارت
- تریدر = معامله‌گر، تاجر
- ترینر = مربی، آموزگار
- تُست = برشته
- تست  = آزمون، آزمودن، آزمایش
- تستر = آزمون‌گیر، آزماینده، امتحان‌کننده
- تَسک = وظیفه، کارویژه
- تِکست = متن
- تِکسچِر = بافت
- تکنولوژی = فناوری
- تکنیک = فن، شگرد
- تکنیسین = کاردان فنی تجربی
- تگ = نشان، علامت
- تگ تیم
- تلفن = آوابر
- تله اسکی
- تله پرامپتر = اتوکیو
- تله کابین
- تله‌کلیک = کلیک از راه دور
- تله‌ماتیک = دوراداده‌ورزی
- تن
- تنیس
- تور = گردش، گشت، دور، سفر
- توربین
- توربو = تندرو
- تولبار = نوار ابزار
- توربوشارژر = پرخوران
- تورنت
- تورنمنت = مسابقه چندجانبه
- توریست = گردشگر
- توئینک = نوجوان گی
- توکن = نمودافزار
- توماتروپ
- تونل = دالان
- تونر
- توورک = رقص باسن
- توینگ = طراحی کلیدهای میانی
- تی‌بگ = چای کیسه‌ای
- تی‌بگینگ = بیضه‌لیسی
- تی‌شرت = آستین کوتاه
- تیتر = سرواژه
- تیشو = الیاف شیشه‌ای
- تیلت آپ
- تیک آف = برخاست، خیز هواپیما
- تیم = دسته
- تینر
- تیوب = لاستیک - لامپ - تلویزیون
- تیوتر = ریزصداساز، بلندگوی کوچک
- تیونینگ = تنظیم کردن

### ج
- جارگون فایل = پرونده اصطلاحات
- جاز
- جاست فرند = فقط دوست، دوست معمولی[۶]
- جامپ اسکر = پرش ترسناک
- جامپ روپ
- جامپ کات = برش پرشی
- جامپر = پرش‌کننده
- جاکت = ژاکت
- جت = هواگرد سریع
- جت اسکی
- جت پک
- جت پمپ
- جت‌لگ = پرواززدگی
- جِسچِر = ژست
- جک = بالابرنده
- جمر = نوفه‌ساز
- جنتلمن = آقا، جناب
- جنرال = ارتشبد، سردار
- جوک = لطیفه
- جوک‌باکس = دستگاه پخش خودکار موسیقی
- جون = ژوئن
- جوین = عضو شدن
- جیبری = مزخرف، جیبری
- جیکلا
- جیلبریک = قفل‌شکنی نرم‌افزار - فرار از زندان
- جین
- جیمی جامپ = خرابکار جلب توجه‌کننده

### چ
- چاب = چاقالو، خیکی
- چارت = نمودار
- چاکلت = شکلات
- چت = گفتگو، گفتگوی برخط
- چت‌روم = اتاق گفتگو
- چَد = نر آلفا، مرد با اعتمادبه‌نفس
- چک = بازبینی
- چلنج = چالش
- چنل = مجرا، کانال
- چنلیوم = کانال آلمینیومی
- چیپ = سبک، ارزان
- چیپس = سیب‌زمینی سرخ‌شده
- چیپست = مجموعه تراشه
- چیت = تقلب
- چیتر = متقلب
- چیزبرگر = برگر پنیر
- چک‌باکس = جعبه بررسی
- چک پوینت
- چک‌لیست = سیاهه، بازبینه
- چیلر = خنک‌کننده

### د
- دابل-کلیک = کلیک دوتایی
- داکت = کانال هوا
- داکت اسپلیت = کانال مجزای هوا
- داک هارد = نگهدارنده درایو دیسک سخت
- دکوراتیو = دکوری، تزئینی
- دورمیتوری = خوابگاه
- دارک‌نت
- دارک وب = تور تاریک
- داشبورد = پیشخان- پیشخوان (هر دو املا صحیح است)
- داکیومنت = مدرک، سند
- داگی استایل = سبک سگی
- داگینگ = سکس در مکان عمومی
- دانلود = بارگیری
- دامین = دامنه اینترنتی
- دامیناتریکس = زن سلطه‌گر
- دایرکت مسیج = پیام مستقیم
- دایل-آپ
- داینر = رستوران کوچک
- دپارتمان = بخش، قسمت
- دِپرس = افسرده
- دراگ = مواد مخدر
- دراماتیک = تاثربرانگیز، متأثر کننده، احساسی
- دراور = کشو
- درایو = رانه
- دربی = شهرآورد
- درتی سانچز = سانچز کثیف
- درگ کوئین = زن پوش[۷]
- دریل = سوراخ کن، مته
- دریل = همانند هیپ‌هاپ
- دریل دنس = رقص دریل
- دریبل = مانور ورزشی
- دریبل تو گل = مانور به گل
- دریفت
- دکتر = پزشک
- دکلمیشن = دکلمه
- دسکتاپ = محیط رومیزی
- دش‌کم = دوربین داشبورد
- دمیج = آسیب، خسارت
- دِمو = عرضه، عرضه کردن، نمایش‌دادن
- دمون = دیو
- دموراژ = دیرانه
- دوه
- دیاسپورا = جوامع دور از وطن
- دیافراگم
- دیافونم
- دیالوگ = گفت‌وگو، مکالمه
- دیالوگ باکس
- دیت = تاریخ (ملاقات)‌، قرار (عاشقانه)
- دیتا = داده‌ها
- دیتا بایندینگ
- دیتابیس = پایگاه داده
- دیتاساینس = علم داده‌ها
- دیباگ = اشکال زدا
- دیپ فیک = جعل عمیق
- دیپورت = برگشت‌زدن، پس‌فرستادن
- دیجیتال = رقمی
- دیس = رجز، کل کل، بگو مگو
- دیجیتایزر = دیجیتالی‌سازی
- دیزالو = درآمیزی، حل شدن
- دیزاین = طراحی
- دیسک = لوح
- دیسکت = لوح کوچک
- دیسکریپشن = توضیح، توصیف
- دیسکلکولیا = اختلال یادگیری ریاضی
- دیفرانسیل
- دیکته = املا
- دیکتاتور = خودکامه، مستبد - آرام بند آسانسور
- دیکشنری = واژه‌نامه، فرهنگ لغات
- دیلدو = آلت مصنوعی
- دیلیت = حذف، پاک‌کردن
- دیلیت اکانت = حذف حساب
- دیمر
- دیوایس = دستگاه
- دیود

### ر
- رادیاتور
- رایفل = تفنگ گلوله‌زنی
- رادیوس = شعاع
- راف سکس = رابطه جنسی خشن
- راف کات = برش سریع، برش ابتدایی
- راک = سبک موسیقی
- راکت = موشک
- راکستار = ستاره راک
- رَپ = سبک موسیقی
- رَپ = پایان فیلم
- رد کارپت = فرش قرمز
- ردنک = گردن سرخ
- رزرو = ثبت
- رزومه = کارنامک
- رِزیستور = مقاومت
- رزین = صمغ
- رژیم چنج = تغییر رژیم
- رژیم غذایی = پرهیزانه
- رسپتور = گیرنده
- رَندُم = اتفاقی، تصادفاً، شانسی
- رنچ = مزرعه (کشاورزی) - مزرعه (فاحشه‌خانه)
- رنکینگ = رده‌بندی
- رجیستری = ثبت‌نام
- رست این پیس = آرام‌گرفتن در صلح
- رسیور = گیرنده
- (رله = دست‌به‌دست (کردن
- روبات = آدم مکانیکی
- روبریک = بارُم
- روتر = مسیریاب
- روتین = روزمره، یکنواخت
- روتینگ = مسیریابی
- رود مپ = نقشه راه
- روف گاردن = بام‌باغ، بام‌سبز
- رول = پیچیدن، لوله کردن - سیگارت ماریجوانا
- رول = نقش (داستان)
- رول پلی = ایفای نقش
- رولور = هفت‌تیر، ششلول
- رویال = پادشاهی، سلطنتی
- ری استارت = بازنشانی
- ری ست = بازنشانی
- ریبوت = بازراه‌اندازی
- ریپازیتوری = مخزن
- ریپورت = گزارش
- ریتارد = عقب‌مانده
- ریتیل = خرده‌فروشی
- ریسک = خطرکردن
- ریکاوری = بازیابی
- ریگانومیکس = اقتصاد ریگانی
- ریگینگ = انمیشن اسکلتی
- ریل= راه‌آهن
- ریلکس = آرام، آرامش
- ریمپ = نقشه‌سازی مجدد
- ریمِیک = بازخلق
- ریمیکس
- رینگ = طوقه
- رینگتون = نوای زنگ
- رودستر = اسپایدر
- راکتور
- رایم = قافیه[۸]
- ریتم = ضرب‌آهنگ

### ز
- زامبی
- زامبی‌فون
- زوربینگ
- زوم = بزرگنمایی
- زیپ
- زیپ کیپ

### س
- سابسکرایب = آبونه شدن، مشترک شدن[۱]
- سابسیژن = رفع جوش
- سابلایم = والا
- سابلیمینال = زیر آستانه‌ای[۹]
- سابمیشن (ورزش) = قفل کردن، انسداد
- ساب‌ووفر
- ساپورت = پشتیبانی
- سافت‌باکس = پراکنده‌کننده نور
- سافت‌بال
- سافت ساب = زیرنویس نرم، زیرنویس جداشونده
- سافت کور
- سافرجت = طرفدار حق رای زنان
- ساندترک = حاشیه‌صوتی
- ساک = چمدان(جامه‌دان)
- ساک = مکیدن
- ساکر مام = مامان فوتبالی
- ساکسیفون
- سالاد = خوراک سبزیجات
- ساندویچ پنل = ورقه ساندویچ‌مانند
- ساندویچ کلاب
- سایبر = فرمانیک
- سایبربولینگ = قلدری رایانه‌ای
- سایبر پلیس = پلیس اینترنتی
- سایبرپانک
- سایبورگ
- ساید بای ساید = کنار به کنار، پهلو به پهلو
- سایلنت = حالت سکوت
- سایت = پایگاه، جایگاه، وبگاه
- سایز = اندازه
- سایکدلیک = روان‌گردان
- سایکواکتیو = روان‌انگیز
- سِت = دسته، گروه، مجموعه
- سِتینگز = تنظیمات
- سِدان
- سرچ = جستجو
- سرچ بار = نوار جستجو
- سرچ باکس = جعبه جستجو
- سرور = کارساز
- سرویس = خدمات
- سری= گروه، دسته، رشته، زنجیره
- سریال = مجموعه تلویزیونی
- سکس = جنسیت
- سکس = رابطه جنسی
- سکس کلاب
- سکسولوژی = سکس‌شناسی
- سکولار = جدایی دین از حکومت، جدایی دین و دولت، دنیاگرایی
- سگینگ = افتادگی پوست - افتادگی شلوار
- سلبریتی = چهره سرشناس، نامدار، چهره مشهور
- سلف برندینگ = برندسازی خود
- سلفی = خویش‌انداز
- سل انیمیشن = پویانمایی روی طلق
- سلول = یاخته، به معنای اتاقک کوچک
- سمبل= نماد
- سمی‌کالن = نقطه‌ویرگول
- سمینار = هم‌اندیشی، همکاوی
- سنت
- سندباکس
- سندبلاست = ساب‌پاشی
- سنسور = حسگر، سهشگر
- سوآپ = تهاتر، پایاپای
- سوپ = شوربا، آش
- سوپر = فیلم پورنو
- سوپراستار = ابرستاره
- سوپراسکالر
- سوپرشارژر
- سوپرگراف = فرا خط، آموزنده نقاشی
- سوپرمارکت = فروشگاه، بقالی
- ساسپندر = ساس‌بند، بند شلوار
- سوپرمینی = بسیار کوچک
- سوپرموتو
- سوپو نوا = ابر نواختر
- سوپروایزر = سرپرست
- سوپرنوا = ابرنواختر
- سورپرایز = غافلگیر، شگفت‌زده، تعجب، حیرت، متعجب شدن
- سورتمه
- سوفا = مبل، کاناپه
- سوئیچ = تغییر، جابجایی
- سوئیچ پارتی
- سون سگمنت = هفت قسمتی
- سوییچ = افروزه (برای خودرو)
- سوییت = اتاقک اجاره‌ای
- سویشرت بالاپوش سبک
- سی‌تی اسکن
- سیتی سنتر = مرکز شهر
- سیستم = سامانه، راژمان
- سیسی بوی = اواخواهر
- سیفون = تخلیه‌گاه، تخلیه‌کننده
- سیک بار = نوار لغزنده
- سیکرت چت = گفتگوی مخفی
- سیکس پک = عضله‌های شش‌تکه شکم
- سیکل = چرخه
- سیگار = رول‌پیچ توتون
- سیلندر = استوانه
- سیلوئت = سایه‌رُخ، سایه‌نما
- سینرژی = هم‌افزایی
- سینث‌سایزر
- سینک =  آوندشویی، دیگ‌شویی
- سینگل = مجرد
- سینیور = ارشد، کار بلد
- سیمپ = هَوَل
- سینما = محل اکران فیلم
- سینماگراف
- سینه‌فیلیا = دوستار سینما
- سِیو = ذخیره
- سی‌واک = رقص کریپ
- سیویل‌لا = حقوق مدنی

### ش
- شاتل
- شات داون = خاموش کردن
- شات‌گان = تفنگ ساچمه‌زنی
- شارپ = دیِز
- شیدر = سایه‌انداز (تقویت‌کننده گرافیکی سایه)
- شامپو = سرشوی
- شلف = قفسه
- شیک = جذاب
- شیکر = مخلوط‌کننده
- شوتر = تیراندازی
- شوتینگ بریک
- شورت = زیرشلواری
- شو = نمایش
- شومن = نمایش‌گردان، شوگردان، شوپرداز یا مجری شو
- شی باتر = کره شی
- شی‌میل

### ف
- فابینگ = بی‌توجهی با گوشی، سر تو گوشی بودن
- فارنهایت
- فاک = گاییدن - تخریب کردن
- فاکتور= صورت حساب
- فاکس‌ترات
- فالس = نت اشتباه، فالش
- فالو = دنبال کردن
- فالوور = دنبال‌کننده، پیگیر، هوادار
- فایبرگلاس = کامپوزیت شیشه‌ای
- فایِر این دِ هول = آتش در گودال
- فایل = پرونده
- فاینال (فینال) = نهایی
- فاین کات = برش نهایی
- فان = سرگرمی، شاد، مفرح
- فانتزی = خیال‌پردازی
- فبریه = فوریه
- فتیشیسم = شی‌باوری
- فتوبامبینگ = عکس‌آزاری
- فرم = شکل
- فرم (ثبت نام) = کاربرگ
- فرمت = قالب
- فرنچایز = مجموعه مرتبط
- فروم = تالار گفتگو
- فری استایل = فی‌البداهه، بداهه، سبک آزاد
- فری سایز = اندازه آزاد، اندازه همه
- فریلنسر = کارمزدی، دورکاری
- فریز = یخ زدن، هنگ کردن، ثابت ماندن
- فریزر = جایخی، یخچال
- فریزبی = بشقاب‌پرنده
- فریم ریت = نرخ فریم
- فست‌بک
- فست فود = غذای فوری
- فود کورت = سرای غذا
- فستیوال = جشنواره
- فکت = حقایق، واقعیت یا واقعیات، شواهد موجود، شواهد عینی
- فکس = نمابر، دورنما
- فُکِس = کانون عدسی
- فگت = مرد همجنسگرا
- فُل = خطا فوتبال
- فلاپر
- فلاپی‌دیسک
- فلاسک
- فلاش تانک = سیفون توالت
- فلافر = مالنده
- فلایر = تراکت
- فلش = منبع نور، فلاش
- فلش بک = گذشته‌نما، فلش عقب
- فلش تانک
- فلش درایو = رانه سریع
- فلش فوروارد = آینده‌نما، فلش جلو
- فلش ماب = قرار دسته‌جمعی
- فلش آرت
- فلش‌کارت
- فلش مموری = حافظه سریع
- فلیپ فلاپ
- فلو
- فلوت = نی
- فلورسانس = شب‌تابی
- فمینیسم = مدافع حقوق زنان
- فن = طرفدار
- فن آرت = اثرهنری طرفداران
- فن پیج = صفحه هواداری
- فنس = نرده
- فندوم = شیفتگی
- فوبیا = هراس
- فوت (یکا) = پا (یکا)
- فوت جاب = پاکام‌دهی
- فوتبال = پاگویه، توپّا، گوپا، گوی‌پا
- فوتبالسیت = بازیکن فوتبال، فوتبال‌باز
- فوتسال
- فوتیج = فیلم خام
- فورسام = آمیزش چهارنفره
- فورنیفیلیا = مبل انسانی
- فوروارد = خط حمله
- فوروارد هد = افتادگی سر به‌جلو
- فولدر = پوشه
- فونت = نوع‌دست‌خط، قلمِ رایانه‌ای
- فول آلبوم = تمام آلبوم‌ها
- فول آپشن = تمام امکانات، امکانات کامل
- فوم = کف
- فیتنس = آمادگی جسمانی
- فیجت اسپینر = فرفره بی‌قراری
- فیچر فون = تلفن همراه ساده
- فیدبک = بازخورد
- فیس = چهره
- فیس‌پالم = کف دست بر صورت
- فیس تایم
- فیس تو فیس = چهره به چهره، رخ در رخ، صورت تو صورت
- فیس سیتینگ = صورت‌نشینی
- فیش = کاغذ رسید
- فیشال = مراقبت پوستی
- فیشال (کنش جنسی)
- فیلترپلاس
- فیلترینگ = تصفیه‌سازی
- فیلد = رشته، زمینه
- فیلر = پرکننده
- فیلم = رُخشاره
- فین = پره، باله
- فیندوم = سلطه‌گری مالی
- فیوز
- فیک = جعلی، ساختگی
- فیکس = ثابت، درخور، متناسب
- فیکسر = کارچاق‌کن

### ک
- کابل = سیم
- کابین = اتاقک
- کابینت
- کابوی = گاوچران
- کابینت
- کاپ = جام
- کاپاسیتور = خازن
- کات = قطع، برش، بریدن
- کات‌سین = میان‌پرده (در بازی‌های رایانه‌ای)
- کاتالوگ = کارنما
- کات‌اوت = بریده‌جنبانی
- کاتر = تیغ
- کاراکتر = شخصیت
- کاراکتر = نویسه
- کارتینگ = مسابقه ماشین
- کارتون = پویانمایی
- کروما کی = برش فام
- کالیبراسیون = واسنجی
- کارد = کارت
- کاردک = لیسه
- کارواش = خودروشویی
- کاریزما = جذبه
- کاریکاتور = خندک
- کاست = نوار
- کاسکت = کلاه ایمنی
- کافئین
- کافه = قهوه‌خانه
- کافی شاپ
- کافی میت = مکمل قهوه
- کافی میکس = قهوه مخلوط
- کافی‌نت
- کپچر کارت
- کاکسروتیو
- کاکولد = دگرخوش‌خواهی، بیغیرتی
- کالِرا = وبا
- کالُری
- کالج = پیش‌دانشگاهی
- کالکشن = مجموعه
- کامبک = تجدید قوا
- کامپایلر = مترجم کد
- کامپکت = فشرده
- کامپیوتر = رایانه
- کامنت = توصیه، نظر، دیدگاه، پیشنهاد
- کامن لا = حقوق مشترک
- کانابیس = شاهدانه
- کانتر = پیشخوان، اوپن - پاد، خلاف
- کانتریل = پس‌دمه
- کاندوم
- کانسپت = مفهوم
- کانسپچوال = مفهومی
- کانسیلر = پنهانگر، پنهان‌کننده رنگ
- کانورتیبل = کروکی
- کاور = پوشش، روجلد، پوشن
- کایت
- کپشن = سرلوحه، توضیحات (در شبکه‌های اجتماعی)
- کپی = رونوشت- روگرفت- (در بعضی موارد) گرته‌برداری (نمونه: این فیلم کپی فیلم دیگر است -> این فیلم گرته‌برداری از فیلم دیگری است)
- کپی رایت = حق تکثیر
- کت = بالاپوش
- کت واک = دفیله
- کد= شناسه
- کدینگ = نوشتن شناسه
- کد نیم = اسم رمز
- کراس اور = تقاطع شخصیت‌ها
- کراش = نهان شیدا
- کردیت = تیتراژ پایانی - اعتبار
- کرش = از کار افتادن
- کرئوگرافی = رقص‌پردازی
- کرک = قفل‌گشایی نرم‌افزار
- کرنر = گوشه
- کرنل = هسته سیستم‌عامل
- کروات
- کروماکی = برش فام
- کریپتوکرنسی = رمزارز
- کریدور = دالان ترابری
- کریول = زبان آمیختهٔ مادری
- کچ لایت
- کلاس = دانش‌پایه
- کلاسیک = دیرینه
- کلاینت = کارخواه
- کلکسیون =مجموعه
- کلیپ = نماهنگ، نوانما، فیلم کوتاه، بریده فیلم، برش فیلم، توژک
- کلیپ‌بورد = بُریده‌دان یا تخته‌گیره
- کلی درایو
- کلیک = ضربه
- کلون = تکثیر کردن، شبیه‌سازی کردن
- کلود استورج = ذخیره‌سازی ابری
- کلود گیمینگ = بازی ابری
- کلینیک = درمانگاه
- کمپ = اردوگاه
- کمپانی = شرکت
- کمپین = پویش، کارزار
- کُمیک = داستان مصور
- کِمیک = کمیکال (مواد مخدر)، شیمیایی[۹]
- کمیو = حضور افتخاری
- کنتاکی
- کنترل = بازرسی، مهار، پایش
- کندانسور = چگالنده
- کنداکتور = رسانای الکتریکی، هادی
- کنسرت = هم‌نوازی
- کنسل = به‌هم‌زدن، لغو
- کنسل کالچر = فرهنگ حذفی
- کنسول = پیشانه بازی
- کنفرانس = همایش، گردهمایی
- کواکسیال = هم‌محور
- کوکی = کلوچه
- کولر = خنک‌کننده
- کولی = حمال
- کومباین
- کوئیر = همجنسگرا
- کوئیز = آزمون
- کیبورد = صفحه کلید
- کیک
- کیدی راید = سواری بچه‌ها
- کی‌فریم = فریم کلیدی
- کینک
- کینبال
- کیترینگ = پذیرایی، عرضه خدمات غذایی
- کرین شات = تصویربرداری جرثقیلی
- کوادکوپتر= ریز پرنده
- کویل = سیم‌پیچ
- کیس = مورد، جعبه
- کیلوگرم
- کیوت = بانمک
- کیوسک = دکه

### گ
- گاردریل
- گالری = نگارخانه، نمایشگاه
- گاف = سوتی، اشتباه لپی
- گپ = صحبت خودمانی
- گتو = محله فقرا
- گراپلینگ = گلاویز شدن، سرشاخ شدن
- گراف
- گرافیک
- گرامر = دستور زبان
- گرایندر = خردکن، شیکر
- گرم
- گروپ سکس = آمیزش جمعی
- گریپ‌فروت
- گریفر = بازیکن مزاحم
- گرین کارت = کارت سبز
- گرین اسکرین = پرده سبز
- گریل = کباب‌کردن شبکه‌ای
- گسلایتینگ = چراغ گاز
- گگ = دهان‌بند
- گلوری هول = سوراخ شکوهمند
- گلایدر = بادپر
- گلر = دروازه‌بان
- گلوبالیسم
- گلیچ آرت = هنر گلیچ
- گلیف = نماد حرف
- گنگستر = خلافکار
- گنگ بنگ = سکس گروهی
- گوک
- گوگول = یک با صد صفر در جلو
- گویدو
- گی = همجنس‌گرای مرد
- گِیت = درب اصلی، دروازه
- گی‌دار = تشخیص گرایش جنسی
- گیربکس = جعبه دنده
- گیک = رایانه‌باز
- گیم = بازی
- گیم بوستر = تقویت‌کننده بازی
- گیمبال
- گیمر = بازیکن، بازی‌باز
- گیم انجین = موتور بازی‌سازی
- گیم‌پد = دسته بازی
- گیم نت
- گیمیک = ایده نو
- گیفت کارد = کارت هدیه

### ل
- لابراتور = آزمایشگاه
- لابستر = شاه میگو
- لاک اسکرین = صفحه قفل
- لاکچری = اشرافی، زندگی مجلل
- لامپ
- لانگ دیستنس = فاصله دور
- لانگ شات = نمای دور
- لایت = سبک
- لایف استایل = سبک زندگی
- لایف هک = ترفندهای روزمره
- لایک = پسند
- لاین = خط
- لایو = زنده
- لپ‌تاپ = رایانک
- لنز = عدسی
- لود بالانسر = متعادلگر بار
- لودر
- لوستر = چراغ آویز
- لوکیشن = موقعیت، جا
- لوگو = نشان‌واره، نماد
- لول‌کت = میم‌های گربه
- لیبل = برچسب
- لیپ‌سینک = لب‌زنی
- لیپ‌گلاس = برق لب
- لیت = انگلیسی رمزی
- لیت نایت تاک شو = گفتگوی آخر شب
- لیفت‌بک
- لیفتراک = افزاره
- لیدر = رهبر
- لیزر
- لیزینگ = واسپاری
- لیست = فهرست (پهرست)، سیاهه
- لیندی هاپ
- لینک = پیوند
- لیریکس = متن ترانه
- لزبین = لز، همجنسگرایی زنانه، مساحقه
- لارو = کرمینه، شفیره

### م
- ماکاپ = ماکت، پیکرنما
- مادربرد = بردمادر، برد اصلی
- مارکت = بازار
- مارکتینگ = بازاریابی
- ماسک = نقاب، سیماچه
- ماسکارا = ریمل، سرمه
- ماکرو
- ماکروپنیس = آلت درشت
- ماکروویو
- ماکسیموم = بیشینه
- ماگ = لیوان دسته‌دار
- ماگ شات = عکس بازداشت
- مالتی‌پلیر = چند بازیکن، چند نفره
- مالتی‌کم = چند دوربین
- مالتی‌میدیا = چندرسانه‌ای
- مانتاژ = ترکیب کردن تصاویر
- مانیتایز = پولسازی، کسب درآمد
- مانیتور = نمایشگر
- مانیتورینگ = پایش
- مانی‌شات = شات پردرآمد
- مانیفست = آشکار کردن، تحقق یافتن باورها و آرمان‌ها، متحقق شدن
- مانیفستو = اعلامیه، گزارش، بیانیه
- مانیکور
- مایت = هیره
- مایک = میکروفن
- ماینر = استخراج‌کننده
- ماوس = موش، موشواره
- ماوس پد = زیرموشی
- مپ = نقشه
- متابولیسم = دِگَرگشت یا سوخت‌وساز
- متادیتا = فراداده
- متال = فلز
- متاورس = فرادنیایی
- متافیزیک = فرافیزیک، فراطبیعی
- مترو
- متروپلیس = کلان‌شهر
- متروسکشوال = مرد جذاب
- متریال = ابزارآلات و مصالح
- مُتل = راه‌سرا
- مِتـُد = شیوه، روش
- مجیک ماشروم = قارچ جادویی
- مَچ = درخور شدن، متناسب شدن
- مد (مُد) = رایج، باب
- مدرن = نوین، امروزی
- مدل = طرح
- مدلینگ
- مدیا = رسانه
- مدیا پلیر = پخش‌کننده رسانه
- مدیتیشن = مراقبه یا ، یا درون‌پویی
- مسترشات = نمای مستر
- مسترینگ
- مسیج = پیام
- مکانیزم = سازوکار
- مک‌گافین
- متد آکتینگ = بازیگری متد
- ملتینگ پات = دیگ ذوب (یک استعاره سیاسی)
- ملون
- مموری = حافظه
- مموری کارد = کارت حافظه
- منو = صورت‌غذا
- منوسفیر = مردکره
- منیفلد
- منینیسم = مردگرایی
- موبایل = گوشی همراه
- میم
- میمیک
- موبینگ = قلدری گروهی
- موتور
- موتورسیکلت
- موت کورت
- مود = حس، حس و حال
- مورفولوژی (در زیست‌شناسی) = ریخت‌شناسی
- موشن بلِر = تاری حرکتی
- موشن کپچر = ضبط حرکت
- موشن گرافیک = پویانگاشتار
- مون‌واک = رقص مایکلی
- مونوپاد = تک‌پایه
- مونوپولی = انحصار
- مونوپولیسم = انحصارطلبی
- مونوریل = تک‌ریل
- مونولوگ = تک‌گویی
- مونینگ = سرین نمایی
- موکاپ = پرونده پیش‌نمایش، ماکت
- مید رنج = میان‌رده
- میس کال = رد تماس
- میسترس = زن ارباب
- میکرواکسپرشن
- میکروبیلدینگ
- میکروپلاستیک
- میکروسکوپ
- میکروفون = صدابَر،  آوارِسان
- میکروکنترلر
- میکروویو
- میکس = مخلوط-ترکیبی
- میلف = زن میانسال سکسی
- میلک‌شیک = شیربستنی
- مینی‌بار = یخچال کوچک
- مینیموم = کمینه، حداقل
- مینی‌ون = ون کوچک
- میوت = حالت ساکت، بی‌صدا
- میم
- میوت = بیصدا

### ن
- ناک‌اوت = ضربه‌فنی
- نانوتکنولوژی = نانوفناوری
- نایس = خوب، دلپسند، دلپذیر
- نت‌بوک = لپ‌تاپ کوچک
- نتفلیکس اند چیل = رابطه جنسی
- نچرال = طبیعی
- نرد = خوره
- نُرم = هنجار
- نگاتیو = منفی، مخالف، برعکس
- نودل
- نودیسم = برهنه‌گرایی
- نوروساینس = علوم اعصاب
- نوسیبو
- نیپ
- نیلینگ = میخ‌کوبی
- نیوبی = نوب، ناشی

### و
- واتر پمپ = پمپ آب
- واترپولو
- واترجت = برش با فشار آب
- واتر کولینگ = خنک‌کاری آبی
- وافل
- واکترو = گذراندن قدم به قدم مراحل بازی ویدئویی
- واکس
- واکی تاکی = بی‌سیم جنگی
- والیبال = توپ‌وتور، تورتوپ، تورگویه، توروگوی
- والپیپر = کاغذ دیواری
- وان‌تایم‌پد = پد یک‌بار مصرف
- وان نایت استند = هم‌خوابگی یک‌شبه[۱۰]
- وایب = حس فراگیر
- وایرال = همه‌گیر، فراگیر، گُل‌کردن
- وایرلس = بی‌سیم
- ویتر = پیشخدمت، سالن‌کار
- وب = تار عنکبوت، در علوم رایانه: تارنما، شبکه
- وبسایت = وبگاه، تارنما
- وب‌کم = تاربین
- وبلاگ = وب‌نوشت، تارنگار، تارنوشت
- وبینار = رایاهمایی
- وجترین = گیاهخوار
- ورز = عدم رعایت کاپی رایت
- ورژن = نسخه
- ورژن کنترل = مهار نسخهجادوگر
- ورس = بیت (موسیقی) - دوطرف (رابطه جنسی)
- ورس بات
- ورک‌فلو = گردش کار. در علوم رایانه: پردازش زنجیره‌ای
- ورکشاپ = کارگاه
- وسترن = غربی (ژانر فیلم)
- وکال = موسیقی آوازی
- ولنتاین
- وَن = کاروانه
- وندالیسم = خرابکاری
- وندور = تامین کننده
- ووک = مطلع، آگاه
- وولوم = حجم (فیزیک) - بلندی صدا
- ویبره = لرزش
- ویبراتور = لرزاننده
- وِیپ = سیگار الکترونیکی
- ویتیلایگو = پیسی، برص
- وید = علف هرز
- ویدئو =  نماوا، بینانه، بینینه
- ویزارد = جادوگر
- ولاسیتی = سرعت برداری
- ویدئو کلیپ
- ویدئو کلوب
- وُیس = صدای انسان، آوا
- ویسکاسیتی = ویسکوسیته، گران‌روی
- ویرچوال = مجازی
- ویروس
- ویزا = روادید
- ویزیت = دیدن، در پزشکی: معاینه شدن/کردن
- ویزیتور = بازدیدکننده
- ویجت
- ویگورو = لاکراس روی چمن
- ویلا
- ویکی = ویرایش‌پذیر، قابل ویرایش
- ویلچر = چرخک
- ویلن = بدذات، شرور
- وینچ
- ویو = نما، دید
- وکیوم = خلاء، مکنده
- ویواریوم = زیست‌دان
- وارانت = ضمانت
- وارانتی = ضمانت‌نامه
- وکب = دایره واژه[۱۱]
- ومپایر = خون‌آشام
- ویس اکتینگ = صداپیشگی

### ه
- هات‌اسپات = کانون داغ
- هات چاکلت = شکلات داغ
- هات‌داگ = سگ‌داغ!
- هات هاچ
- هاچ‌بک = بدون صندوق
- هارد = حافظه
- هاردبویلد = ژانر داستان جنایی
- هارد تاپ = سقف سخت
- هارد ساب = زیرنویس سخت، زیرنویس چسبیده
- هارد کور
- هاردویر = سخت‌افزار
- هاسپیس = آرامشکده
- هاکی
- هاف بک
- هاست = میزبانی وب
- هالوسینیشن = توهم
- هاورکرافت
- های لایت = برجسته، مشخص
- هایگلاس = بسیار درخشنده
- هتل = مهمانسرا
- هد = سر
- هیرو = قهرمان
- هایپ
- هایپر
- هایپرسونیک = برین‌صوتی
- هایپرلینک = ابرپیوند
- هایفن = خط پیوند
- هدست
- هدشات (بازی ویدئویی) = گلوله به سر خوردن
- هد شات (عکاسی) = عکس سر
- هدفون = دوگوشی
- هروئین = زن قهرمان - هروئین، دوا (نوعی مواد مخدر)
- هکاتون
- هک = رخنه
- هک اند اسلش
- هکتیویسم = هک‌گرایی
- هلدر = نگهدارنده
- هلدینگ = شرکت نگهدار
- هلی شات = پهباد، کوادکوپتر
- هشتگ
- همبرگر
- همبرگر باتن = دکمه همبرگر
- همستر بال = توپ همستر
- هَمُک (هموک) = ننو، بانوج
- هندبال = دستوپ، توپدست، گویدست، دسگویه، دستگویه
- هندجاب = دست‌کام‌دهی
- هندزفری = دست‌آزاد
- هَندِل = دستگیره
- هنگ = ساز هنگ‌درام
- هودل
- هورلینگ
- هوم اسکرین = صفحه خانه، صفحه اصلی موبایل
- هیبرید = دورگانه - دورگه (ژنتیک)
- هیپ‌هاپ
- هیتر = بخاری
- هِیتر = نفرت پراکن
- هیت سینک = گرماگیر
- هیستوری = پیشینه، تاریخ، تاریخچه
- هیستوگرام = بافت‌نگاشت

### ی
- یات = کشتی تفریحی
- یانک تانک = خودرو بزرگ آمریکایی
- یانکی = آمریکایی
- یوتیوبر = گراننده یوتیوب
- یورو
- یوسنیا
- یونیفرم = لباس یکدست

## سرواژه‌ها
- آر اند بی = ریتم اند بلوز
- آر تی اف ام = بخوان راهنمای لعنتی
- آی سی یو = بخش مراقبت‌های ویژه
- اس‌ام‌اس = سرویس کوتاه پیام
- اچ‌دی = وضوح بالا
- اچ‌دی‌ام‌آی = رابط چندرسانه‌ای وضوح بالا
- ال اس دی = لایزرژیک اسید دی اتیل آمید
- ال او ال = خندیدن با صدای بلند
- ال ای دی = دیود نورگسیل
- ال‌پی‌جی = گاز نفتی مایع‌شده
- ال‌جی‌بی‌تی = لزبین، همجنس‌گرا، دوجنس گرا، ترنسجندر
- ال‌سی‌دی = نمایشگر کریستال مایع
- ام‌دی‌اف = تخته‌فیبر با چگالی متوسط
- ای آی = هوش مصنوعی
- ای بی اس
- بی‌ام‌آی = شاخص توده بدنی
- تی‌ان‌تی = تری‌نیتروتولوئن
- دابلیو سی = اتاق شستشو، دستشویی
- دی‌آی‌وای = خودت انجام بده
- دی‌جی = دیسک‌جاکِی
- دی وی دی = دیسک ویدئویی دیجیتال
- بی‌اف‌اف = بهترین دوست برای همیشه
- بی‌دی‌اس‌ام
- بی‌بی‌دابلیو = زن زیبای درشت
- پی‌دی‌اف = قالب سند قابل حمل
- پی وی = خصوصی
- رم = حافظه دسترسی تصادفی
- سئو = بهینه‌سازی موتور جستجو
- سای فای = علمی-تخیلی
- سی پی یو = واحد پردازش مرکزی
- سی سی یو = بخش مراقبت‌های ویژه
- سی دی = لوح فشره
- ئی سی یو = واحد کنترل الکترونیکی
- لای-فای
- لول
- های-فای = وفاداری زیاد به اصل
- وای-فای
- وی‌آی‌پی = بخش ویژه
- وی پی ان = شبکه خصوصی مجازی، فیلترشکن
- یو پی وی سی
- یو اس بی = کابل رابط
- هاد = نوار وضعیت

### نیمه‌انگلیسی
- تاچی